# Nickelodeon All-Star Brawl
Nickelodeon All-Star Brawl é um jogo de luta desenvolvido pela Ludosity e Fair Play Labs e publicado pela GameMill Entertainment. Foi lançado em 5 de outubro de 2021 para Microsoft Windows, Nintendo Switch, PlayStation 4, PlayStation 5, Xbox One e Xbox Series X/S.

## Jogabilidade
Nickelodeon All-Star Brawl  apresenta jogabilidade semelhante à série  Super Smash Bros.  da Nintendo, com jogadores lutando em diferentes estágios e tentando derrubar seus oponentes para fora dos limites da arena. Cada estágio oferece um layout diferente, com alguns também tendo perigos adicionais que podem causar danos aos personagens. O movimento ocorre em um plano bidimensional, com personagens capazes de se mover correndo, pulando, saltando duas vezes ou executando uma corrida no ar em qualquer uma das oito direções. Os personagens têm três tipos diferentes de ataques: ataques leves, que são fracos, mas rápidos e podem ser usados para realizar combos; ataques fortes, que são mais lentos, mas causam mais danos e empurram os oponentes ainda mais para trás; e ataques especiais, cujas propriedades variam de acordo com o caráter. Ataques diferentes podem ser executados pressionando para cima ou para baixo ou correndo em combinação com um dos três botões de ataque. Os jogadores também podem agarrar e lançar oponentes ou projéteis inimigos, mesmo no ar, e se proteger contra ataques sem penalidade, embora sejam empurrados para trás ao fazê-lo. Única no jogo é a função "metralhar", onde os jogadores podem segurar um botão para evitar que seu personagem se vire enquanto se move em direções diferentes; isso pode ser usado para continuar atacando um oponente enquanto recua ativamente dele. Conforme os personagens sofrem danos, a quantidade de contorções pelos ataques dos oponentes aumentará, tornando mais fácil derrubá-los do palco.
O jogo suporta multijogador local e online para até quatro jogadores, com a funcionalidade online do jogo utilizando  rollback netcode em plataformas compatíveis. O jogo também apresenta um único modo de jogador arcade e um modo "Esportes", baseado no tipo de jogo "Slap Ball" do jogo de luta anterior do desenvolvedor  Slap City . No modo Esportes, os jogadores devem bater a bola no gol do oponente, com diferentes tipos de bolas com propriedades diferentes, como bolas de  soccer que não podem ser agarradas. Os jogadores podem desbloquear imagens exibidas em uma galeria do jogo, música para o teste de som do jogo e ícones de perfil online.

## Personagens jogáveis 
O jogo base apresenta 20 personagens jogáveis de 13 séries da Nickelodeon, com dois personagens adicionais a serem adicionados logo após o lançamento. Personagens adicionais estão definidos para serem lançados como conteúdo para download. Cada personagem também tem seu próprio estágio com base em sua série de origem.
 Aaahh !!! Monstros reais 
- Oblina[7]

 Avatar: O Último Mestre do Ar 
- Aang[8][9]
- Toph Beifong[10]

Gato cachorro
- CatDog[2]

 Danny Phantom 
- Danny Phantom[7]

Oi, Arnold!
- Helga Pataki[7]

 Invader Zim 
- Zim[7]

 A Lenda de Korra 
- Korra[8][9]

 The Loud House 
- Lincoln Loud[7]
- Lucy Loud[7]

 The Ren & Stimpy Show 
- Ren e Stimpy[11]
- Powdered Toast Man[7]

 Rugrats 
- Reptar[7]

Bob Esponja Calça Quadrada
- Bob Esponja Calça Quadrada[7]
- Patrick Star[7]
- Sandy Cheeks[7]

  Teenage Mutant Ninja Turtles 
- Leonardo[7]
- Michelangelo[7]
- April O'Neil[2]

 The Wild Thornberrys 
- Nigel Thornberry[7]

## Desenvolvimento
Após o sucesso do jogo de luta  Slap City  do estúdio independente Ludosity,  sueco, a Nickelodeon abordou os desenvolvedores do jogo e traçou seus planos para um lutador de plataforma.  Nickelodeon All-Star Brawl  entrou em produção no início de 2020, sendo desenvolvido pela Ludosity com assistência da Fair Play Labs da Costa Rica